# 宇宙大橋
宇宙大橋（うちゅうおおはし）は、秋田県湯沢市にある、皆瀬川の支流の中ノ台沢川に架かる秋田県道323号小安温泉椿川線の橋である。

## 概要
- 全長：180メートル
- 幅：10.25メートル
- 車線数：2車線
- 1994年11月に完成
- 構造形式：バスケットハンドル型ニールセンローゼ桁の耐候性無塗装

## 名称の由来
本橋は皆瀬ダムのほとりにある、羽場（はば）と中ノ台（なかのだい）の集落を結んでいる。当初、両集落の頭文字をとって「羽中大橋」と命名されることが決まっていた。しかし、1994年（平成6年）7月にスペースシャトル・コロンビアに搭乗した宇宙飛行士・向井千秋の活躍を見た皆瀬村（当時）の子供たちが、「羽中を宇宙に」と要望したことから、最終的に「宇宙大橋」と命名された。橋のたもとには、宇宙服姿の向井の写真と「宇宙大橋」と書かれた直筆が、記念碑になって設置されている。

## 冬季通行止め問題
本橋の構造は、アーチ橋の一種、下路バスケットハンドル型ニールセンローゼ橋である。バスケットハンドル型というのは、アーチが鉛直ではなく斜めに立ち、頂部で左右のアーチが近接していることを意味する。すなわち上から見ると、X字状のアーチ部材が道路の上に重なっている。
この構造ゆえに降雪時、アーチに着雪した雪や氷が路面に落下する。2006年（平成18年）、雪払いをしていた高所作業車が落下した氷雪の直撃を受けて台車が破損する事故が発生したため、2007年（平成19年）以降は冬季間の通行が禁止されている。高さ27メートルのアーチは雪払いが困難で、電熱線による融雪や着雪防止部材の追加なども効果的な対策にならず、改善に至っていない。橋の設計時に現地の降雪量についての検討が不足していた可能性が指摘されている。